# Acantheis
Acantheis és un gènere d'aranyes araneomorfes de la família dels ctènids (Ctenidae). Fou descrita per primera vegada l'any 1891 per Thorell.

## Taxonomia
Acantheis, segons el World Spider Catalog de 2017, és un gènere amb 9 espècies:
- Acantheis boetonensis (Strand, 1913) - Cèlebes
- Acantheis celer (Simon, 1897) - Java
- Acantheis dimidiatus (Thorell, 1890) - Sumatra
- Acantheis indicus Gravely, 1931 - Índia
- Acantheis laetus (Thorell, 1890) - Borneo
- Acantheis longiventris Simon, 1897 - Malàisia, Indonèsia
- Acantheis nipponicus Ono, 2008 - Japó
- Acantheis oreus (Simon, 1901) - Malàisia
- Acantheis variatus (Thorell, 1890) - Nias